# Leonard Gerow
Leonard Townsend Gerow (Petersburg, 13 luglio 1888 – 12 ottobre 1972) è stato un generale statunitense.
Il nome Gerow è derivato dal francese "Giraud". Dopo la scuola superiore nella sua città natale, frequentò il Virginia Military Institute. Fu eletto tre volte presidente di corso. Si diplomò con il titolo di "Honor Appointment", che al tempo permetteva a chi terminava il VMI di diventare sottotenente nel Regular Army senza ulteriori esami. Fu nominato ufficiale dell'esercito il 29 settembre 1911.

## Inizio carriera
Prima della Grande guerra, Gerow prestò servizio con una serie di incarichi come ufficiale di compagnia della fanteria. Nel 1915 ebbe una menzione d'onore per l'opera svolta in occasione dell'uragano che aveva colpito Galveston (Texas). Nel 1914 partecipò alla Campagna messicana, in Vera Cruz. Nel 1916 ottenne il grado di tenente, e nel 1917 quello di capitano.
Dal gennaio 1918, durante la Prima guerra mondiale, e fino al 1920 operò in Francia con il Signal Corps (trasmissioni). Ebbe il grado temporaneo di colonnello con la responsabilità di acquistare tutta l'attrezzatura radio per l'American Expeditionary Forces. Per tale servizio ricevette la Distinguished Service Medal (Stati Uniti) e la Legion d'onore francese.
Rientrato in America, fu promosso al grado permanente di maggiore nel luglio 1920. Fu proposto per la frequenza del corso avanzato della U.S. Army Infantry School a Fort Benning, Georgia, nell'autunno 1924. Risultò il primo diplomato nell'anno accademico 1925, superando anche Omar Bradley (secondo classificato). Fu poi ammesso alla scuola U.S. Army Command and General Staff, dove ebbe come compagno di studi Dwight Eisenhower; si diplomò nel 1926, undicesimo su 245 candidati. Nel 1931 completò il Field Officer's Course in Chemical Warfare and Tanks e praticò un corso all'Army War College.
Gerow fece servizio in Cina nel 1932, settore di Shanghai. Nel 1935 fu promosso al grado permanente di tenente colonnello. Nel settembre 1940 ebbe il grado definitivo di colonnello; il mese successivo divenne temporaneamente brigadier generale.

## Seconda guerra mondiale
Divenne maggior generale nel febbraio 1942, assumendo il comando della 29ª Divisione di Fanteria. Per questo servizio, e per quello di Assistant Chief of Staff of the War Plans Division, fu insignito della Legion of Merit. Fu comandante di divisione fino al luglio 1943, quando passò a guidare il V Corps; nel gennaio 1945 divenne comandante della Fifteenth United States Army, mantenendo questo ruolo anche nel dopoguera fino all'ottobre 1945.

## Decorazioni ed onorificenze
- Distinguished Service Medal with two Oak Leaf Clusters
- Silver Star with two Oak Leaf Clusters
- Legion of Merit with Oak Leaf Cluster
- Bronze Star with Oak Leaf Cluster
- Air Medal
- Mexican Border Service Medal
- World War I Victory Medal
- American Defense Service Medal
- American Campaign Medal
- European-African-Middle Eastern Campaign Medal
- World War II Victory Medal
- Army of Occupation Medal
- Ordine del Bagno
- Ordine di Suvorov
- Legion d'onore
- Croix de guerre con palma di bronzo
- Ordine di Leopoldo
- Croix de guerre belga with palm